# Eustomias melanonema
Eustomias melanonema és una espècie de peix de la família dels estòmids i de l'ordre dels estomiformes.

## Morfologia
- Els mascles poden assolir 10,1 cm de longitud total.[3][4]

## Hàbitat
És un peix marí i d'aigües tropicals que viu fins als 680 m de fondària.

## Distribució geogràfica
Es troba a prop de Cap Verd.